# Siebenbäumen
Siebenbäumen ist eine Gemeinde im Kreis Herzogtum Lauenburg in Schleswig-Holstein.

## Geographie

### Geographische Lage
Das Gemeindegebiet von Siebenbäumen erstreckt sich im Naturraum Ostholsteinisches Hügel- und Seenland (Haupteinheit Nr. 702) am Bach Grinau in ländlicher Umgebung.

### Gemeindegliederung
Neben dem für die Gemeinde namenstiftenden Wohnplatz, ein Kirchdorf, befindet sich einzig der Ortsteil Bahnhof Kastorf im Gemeindegebiet.

### Nachbargemeinden
An Siebenbäumen grenzen unmittelbar die Gemeindegebiete von:
| Westerau (Ortsteil Ahrensfelde) |                                             | Grinau    |
| Schürensöhlen                   | Kompassrose, die auf Nachbargemeinden zeigt | Bliesdorf |
| Steinhorst                      | Klinkrade                                   | Kastorf   |

## Geschichte
Siebenbäumen wurde im Jahr 1286 erstmals erwähnt und gehörte zur Vogtei Mölln der Herzöge von Sachsen-Lauenburg, und dem späteren Amt Steinhorst. Ein Teil des Ortes gehörte von 1401 bis 1747 zu Lübeck.
Die Dorfkirche auf einem ovalen Hügel in der Ortsmitte ist seit 1304 unter dem Namen Marienkirche bekannt. Der zweite nachweisbare Kirchenbau wurde von 1640 bis 1646 neu errichtet. Es handelte sich dabei um einen Fachwerkbau, der 1864 niedergelegt wurde. Dabei kamen verkohlte Überreste eines Vorgängerbaus zu Tage, doch kann dies nicht den Kirchenbau direkt vor 1640 betreffen, denn diese Kirche ist nicht niedergebrannt, deutet also auf einen vierten Kirchenbau hin. 1741/1742 wurde der Turm durch den hannoverschen Hofbaumeister Jakob Heumann erneuert. Die heutige Marienkirche wurde in den Jahren 1864 und 1865 im Stil der Tudorgotik erbaut und ist die vermutlich vierte an gleicher Stelle.

## Politik

### Gemeindevertretung
Bei der Kommunalwahl am 14. Mai 2023 wurden insgesamt neun Sitze vergeben. Von diesen erhielten sowohl die Allgemeine Wählerinitiative Siebenbäumen, als auch die CDU und die SPD jeweils drei Sitze.

### Bürgermeister
Der Bürgermeister wird durch die CDU gestellt.

### Wappen
Blasonierung: „Von Silber und Rot geteilt. Oben nebeneinander sieben Laubbäume mit schwarzen Stämmen, deren grüne Kronen zur Mitte ansteigend ineinandergreifen; unten ein schrägliegender silberner Schlüssel mit dem Bart unten rechts.“

## Sehenswürdigkeiten
In der Liste der Kulturdenkmale in Siebenbäumen stehen die in der Denkmalliste des Landes Schleswig-Holstein eingetragenen Kulturdenkmale.
- Kirche im Tudorstil von 1864/1865
- Galerieholländerwindmühle von 1885

## Verkehr
Durch das Gemeindegebiet von Siebenbäumen führt die Bundesstraße 208 im Abschnitt zwischen Bad Oldesloe und Ratzeburg.

## Sport
Die Fußballmannschaft des SV Grün-Weiß Siebenbäumen spielte in der Saison 2022/23 in der Fußball-Oberliga Schleswig-Holstein, stieg aber als Tabellenletzter wieder in die Landesliga ab, in der sie auch in den Jahren vor dem Oberliga-Aufstieg gespielt hatte. Die Heimspiele werden in der Siebenbäumen Arena ausgetragen, die eine Kapazität von 3.000 Plätzen hat.

## Bilder

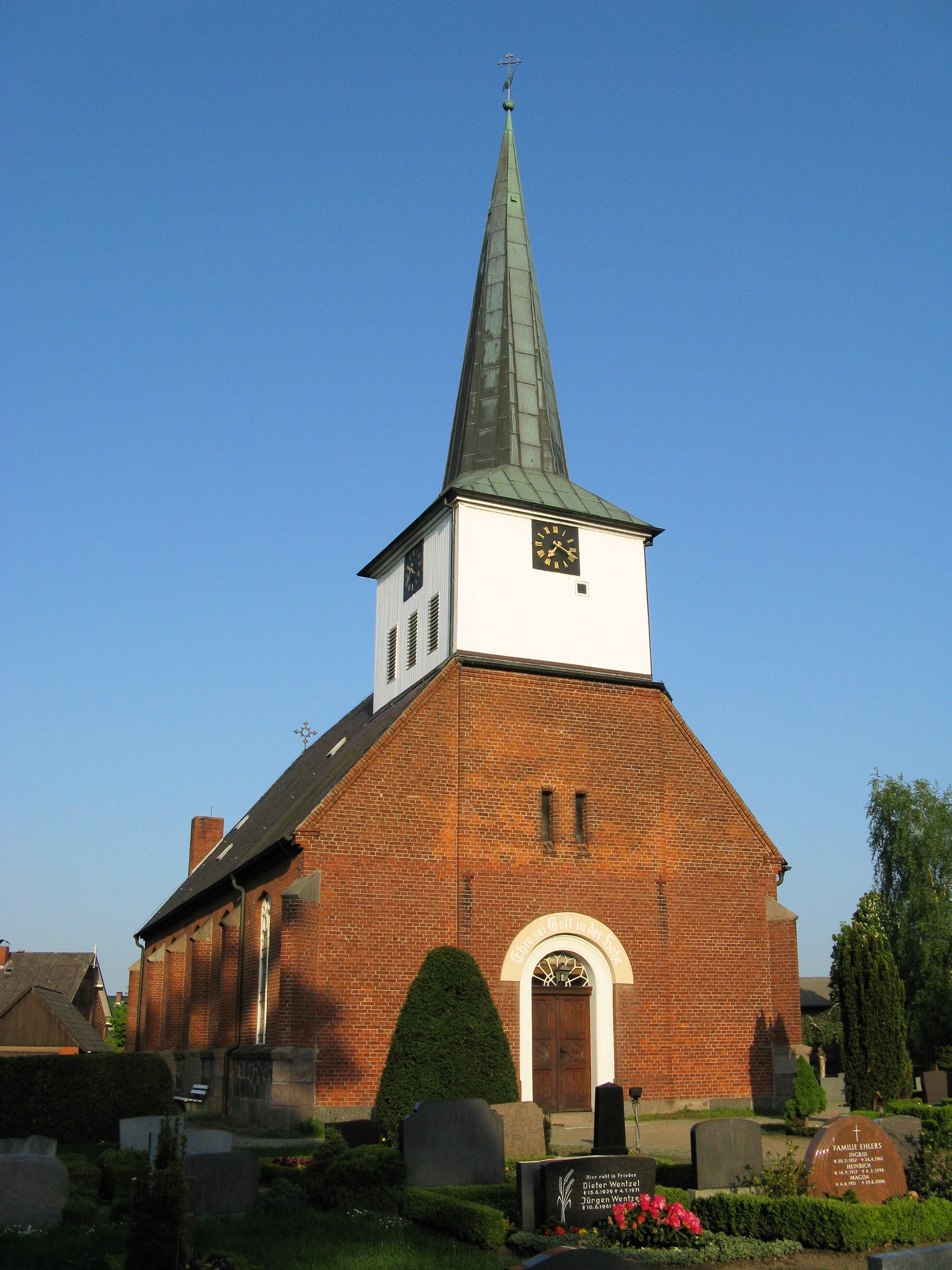
Kirche
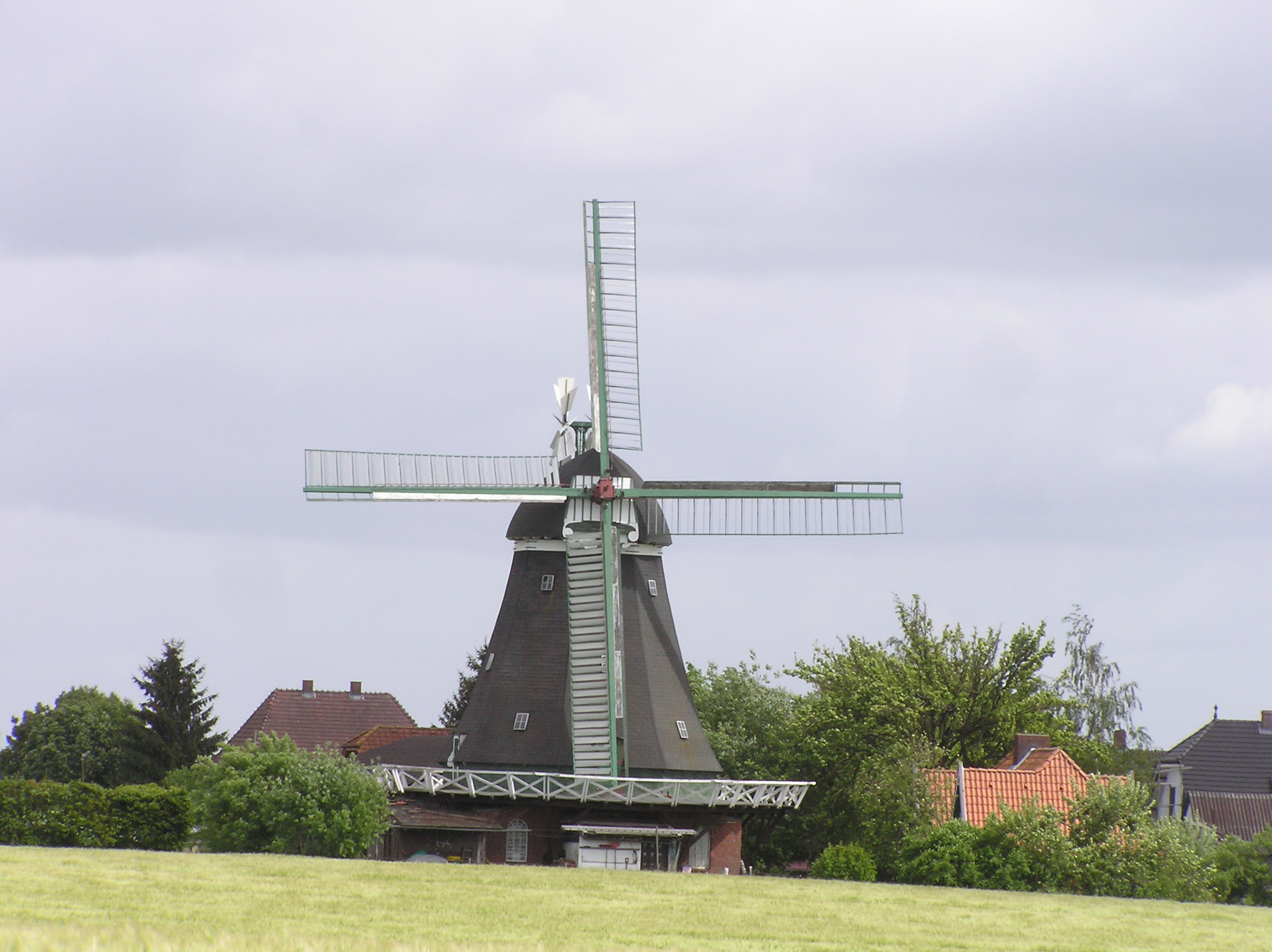
Windmühle

## Persönlichkeiten
- Caspar Heinrich Starck (1681–1750), von 1708 bis zu seinem Tod Pastor in Siebenbäumen